# SN 1973M
SN 1973M – supernowa odkryta 8 czerwca 1973 roku w galaktyce NGC 7609. W momencie odkrycia miała maksymalną jasność 19,00m.